# Grădina Luxemburg

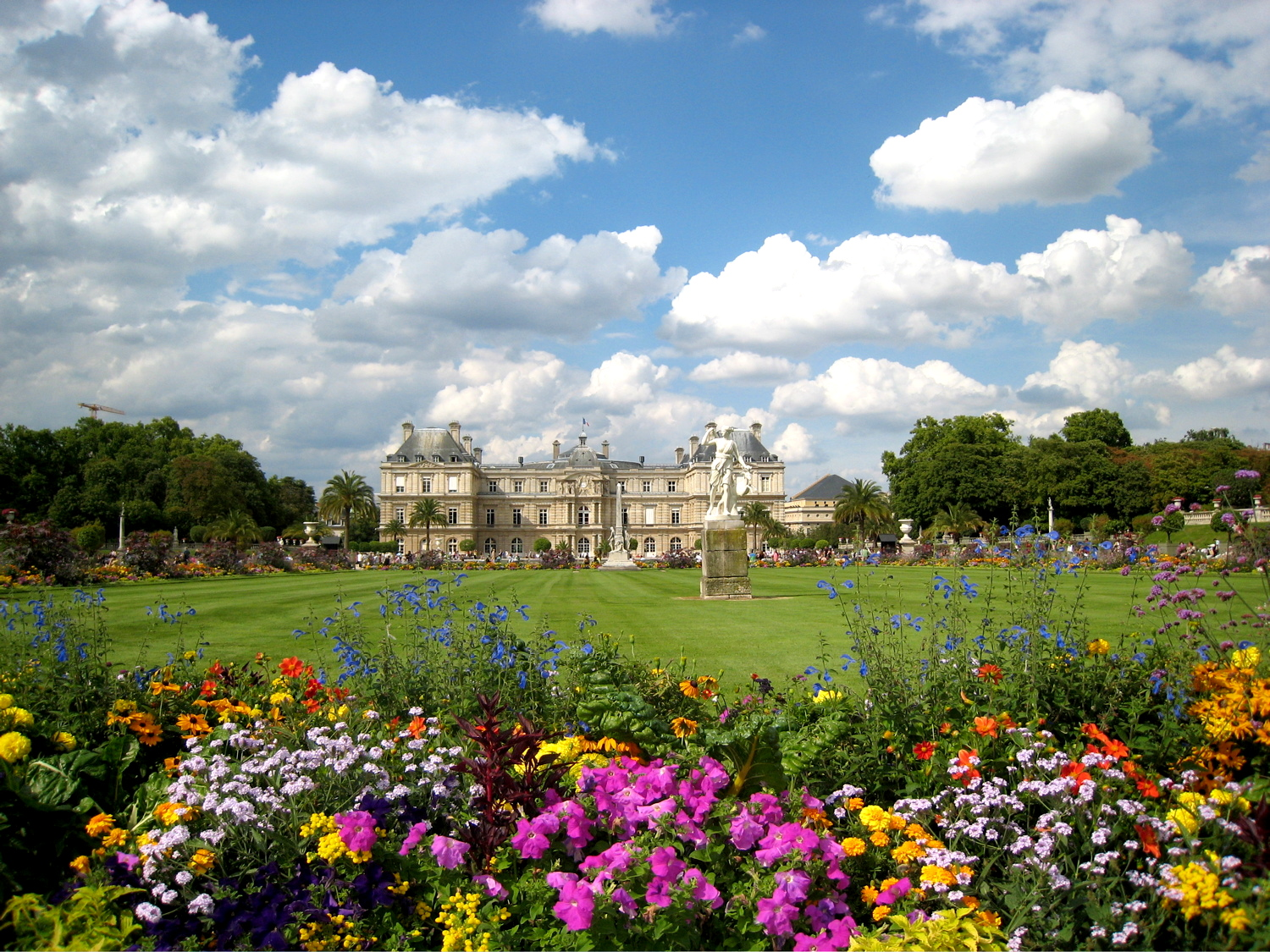
Palatul și Grădina Luxemburg

Grădina Luxemburgului (în franceză Jardin du Luxembourg; localnicii o numesc "Luco") este o grădină privată deschisă publicului, situată în arondismentul VI din Paris. A fost creată în 1612 la cererea Mariei de Medici. Sub Primul Imperiu, restaurarea grădinii a fost condusă de către arhitectul Jean-François-Thérèse Chalgrin. 
Grădina se întinde pe 23 de hectare, fiind însuflețită de rândurile de flori și de sculpturi. Important loc de întâlnire al parizienilor, studenților sau al celor care doresc să se plimbe, atrage de asemenea vizitatori din întreaga lume.

## Galerie de imagini

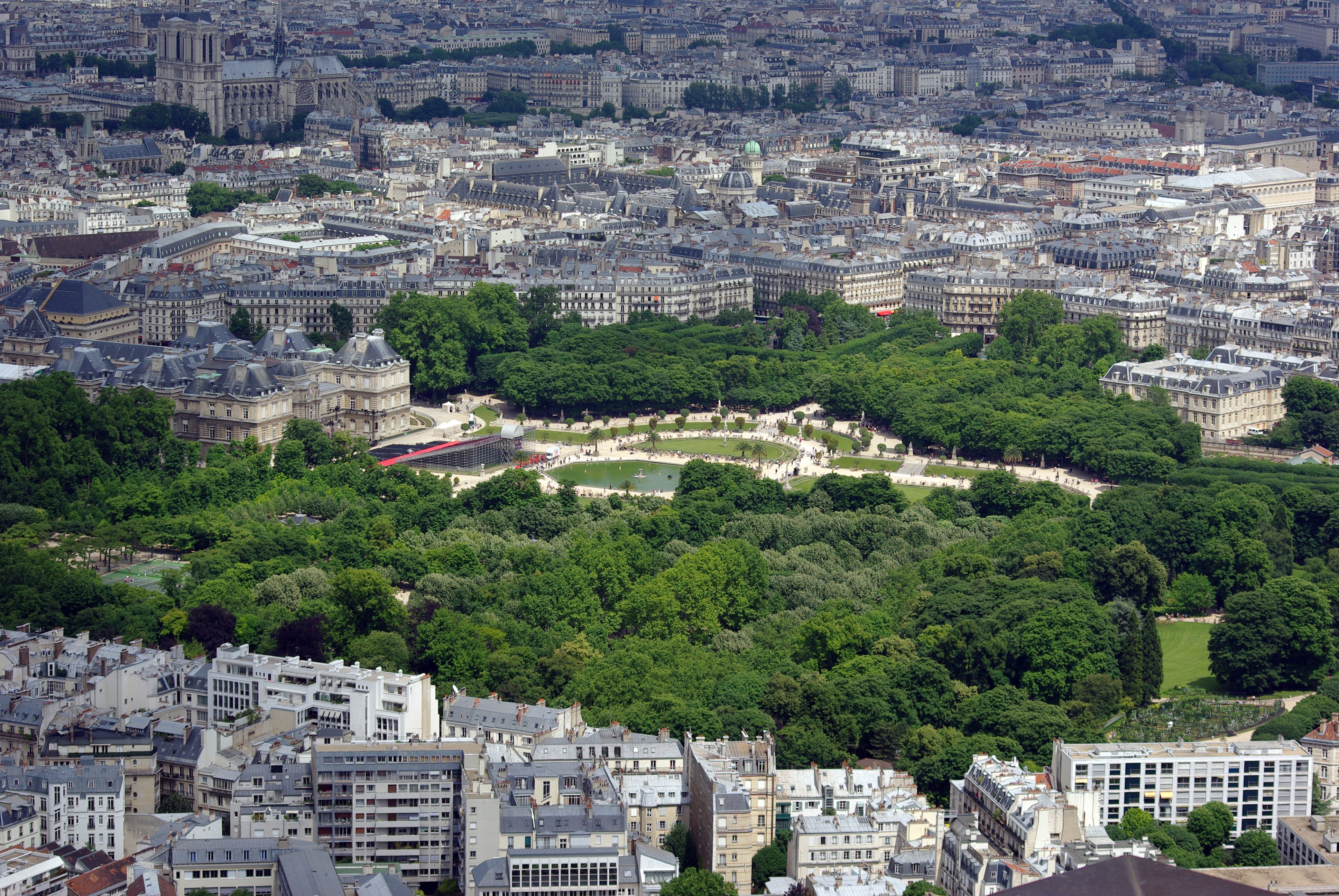
Grădina Luxembourg, văzută din Turnul Montparnasse
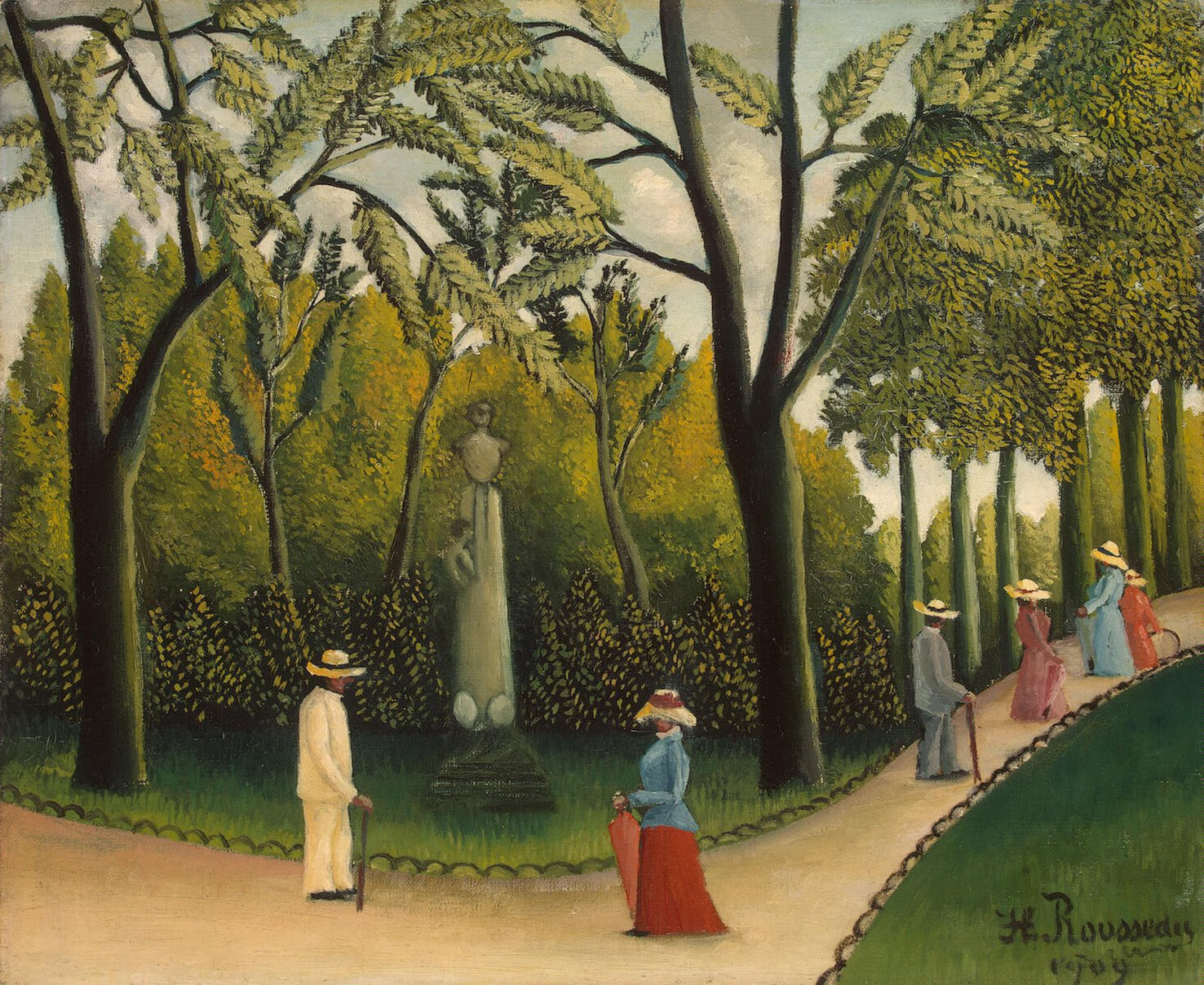
Jardin du Luxembourg. Monument de Chopin, de Henri Rousseau (1909)
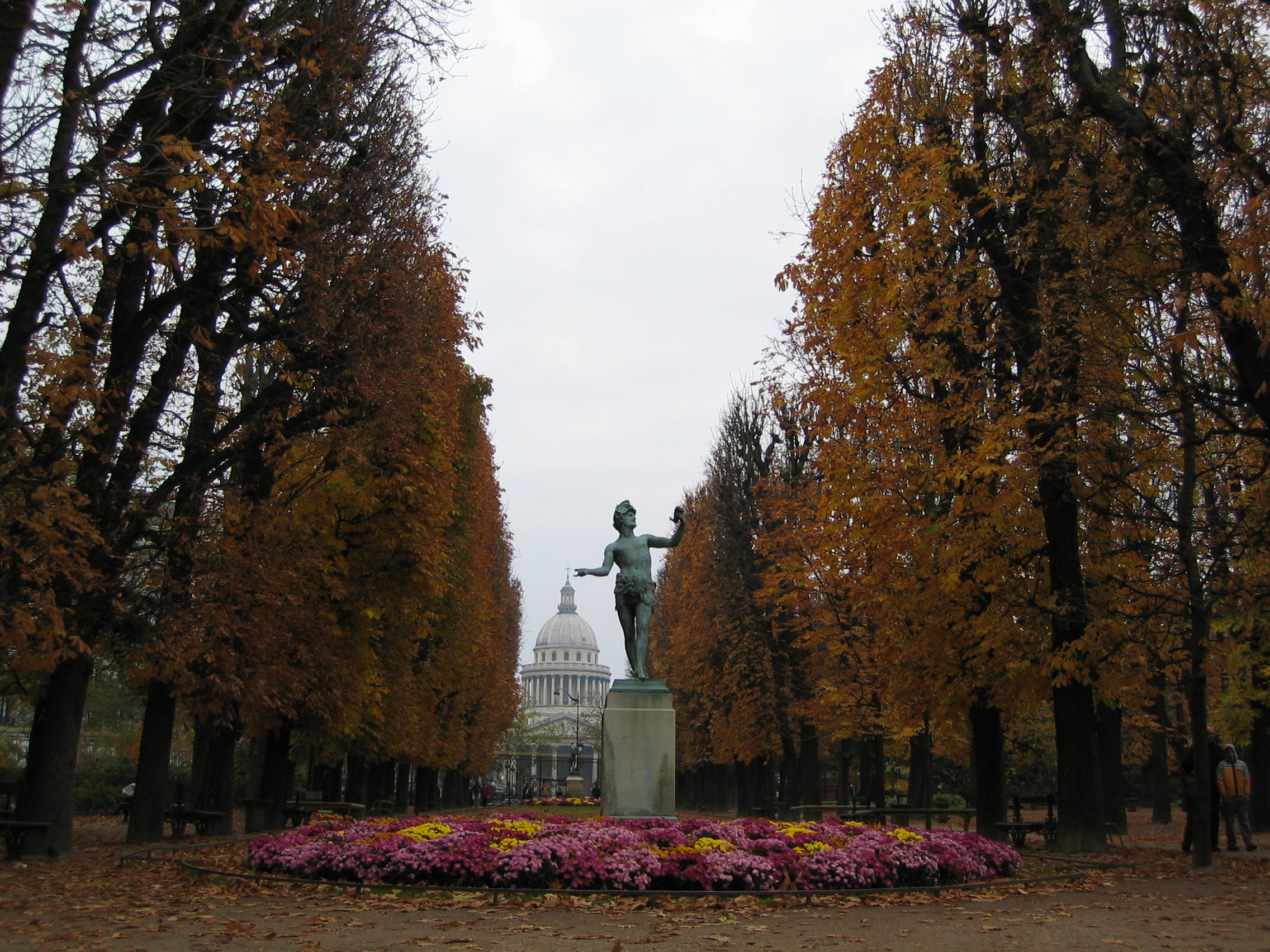
L'Acteur grec, de Arthur Bourgeois
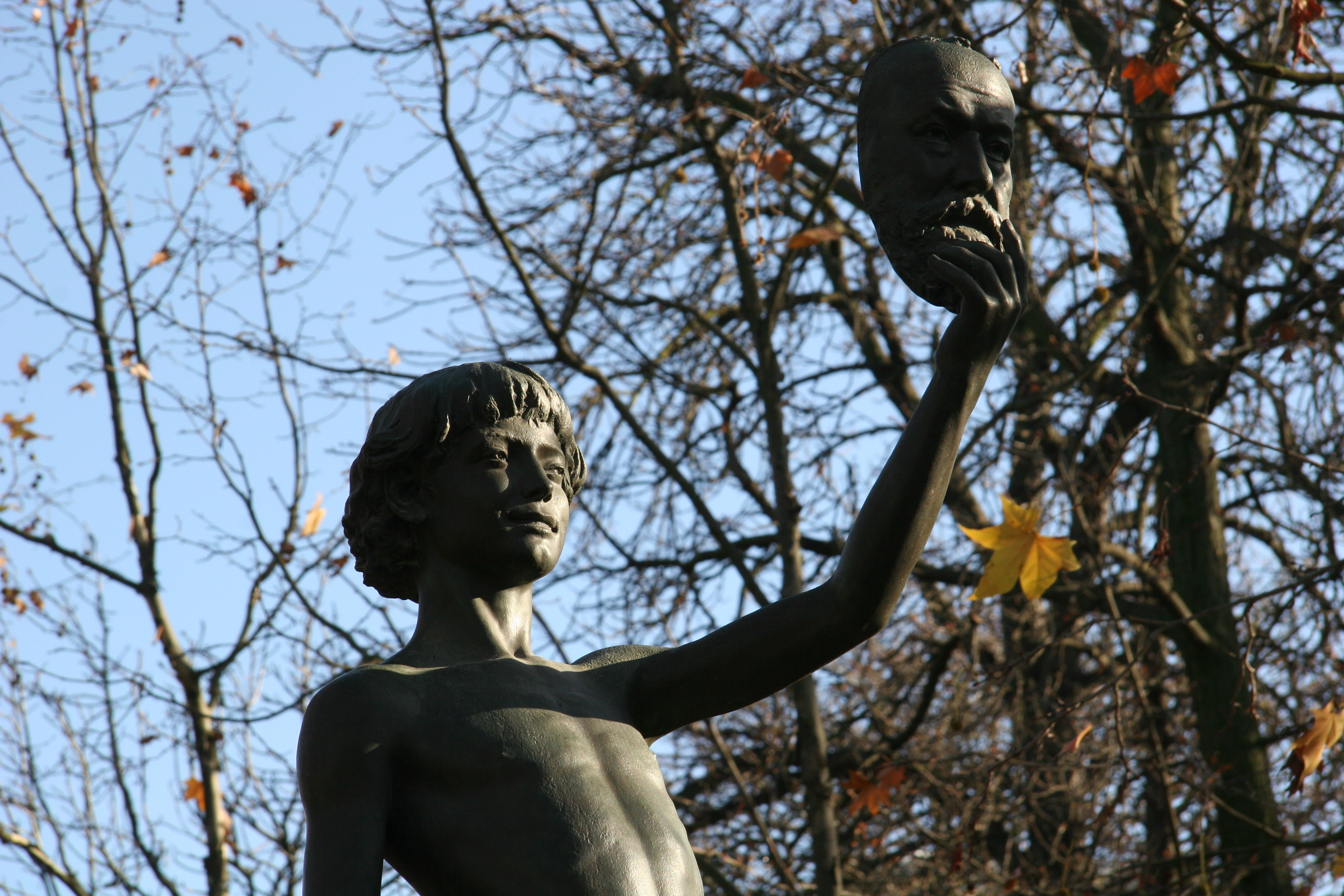
Le Marchand de Masques, de Zacharie Astruc (1883)
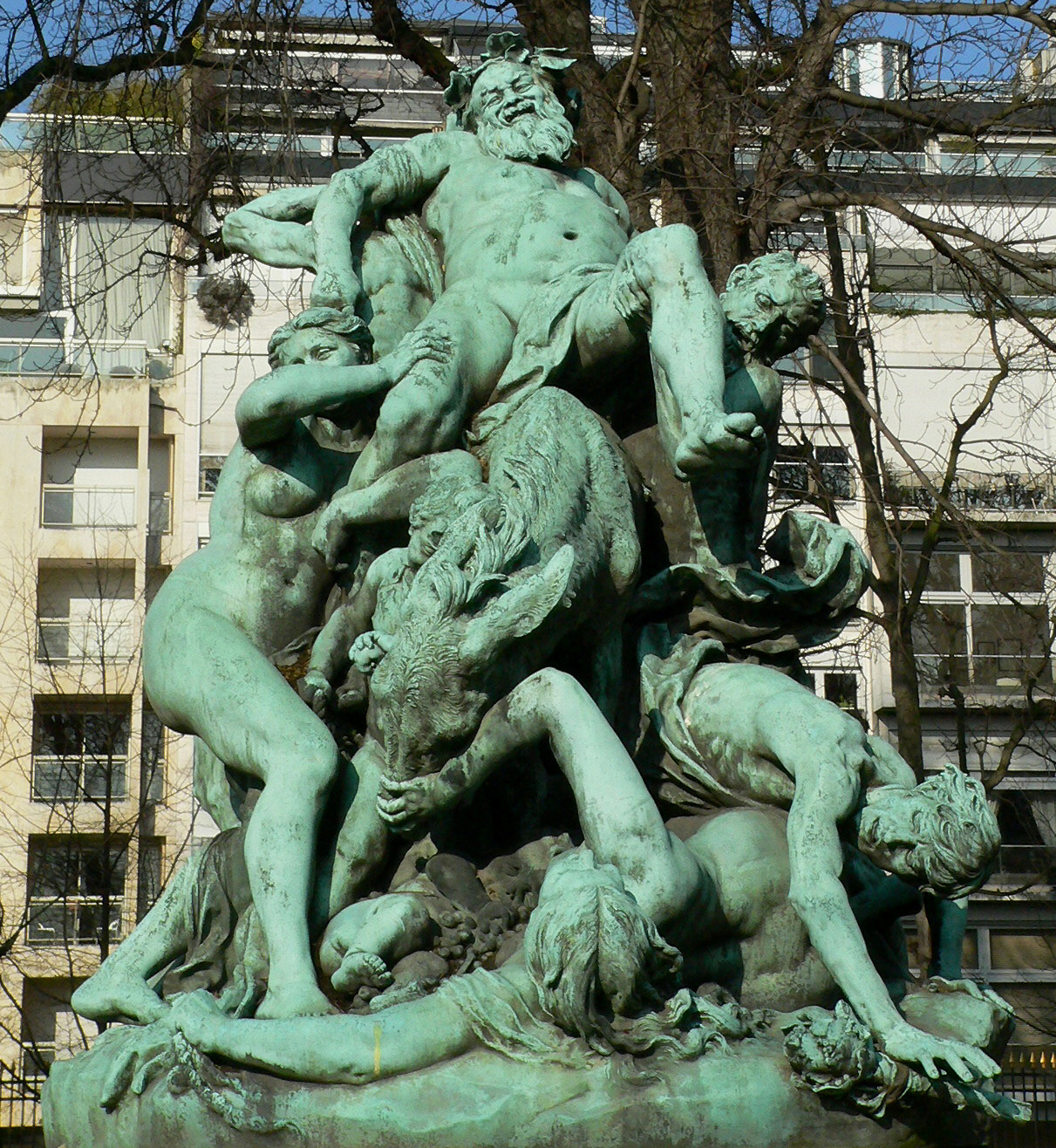
Le Triomphe de Silène, de Aimé-Jules Dalou (1898).
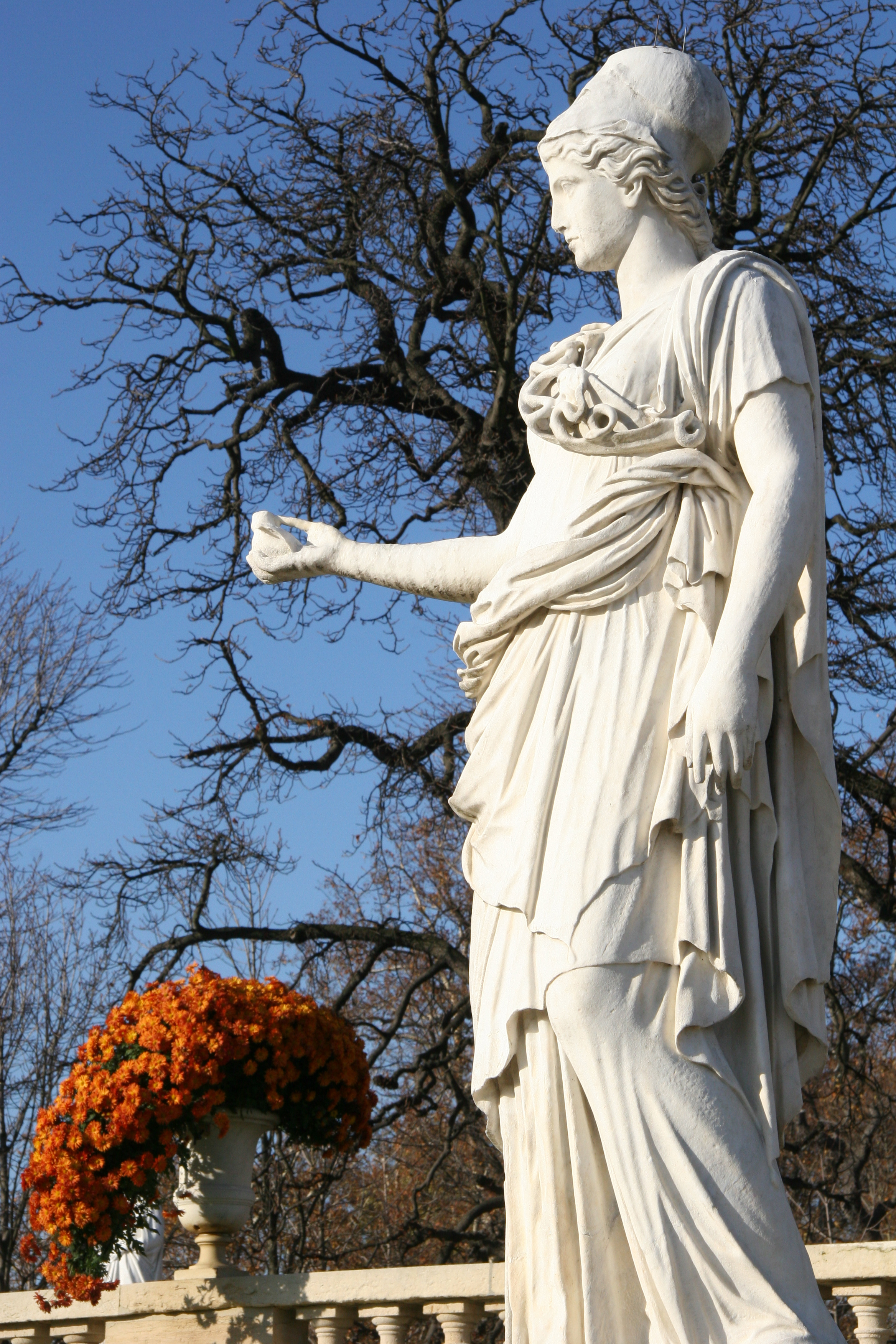
Minerve à la Chouette
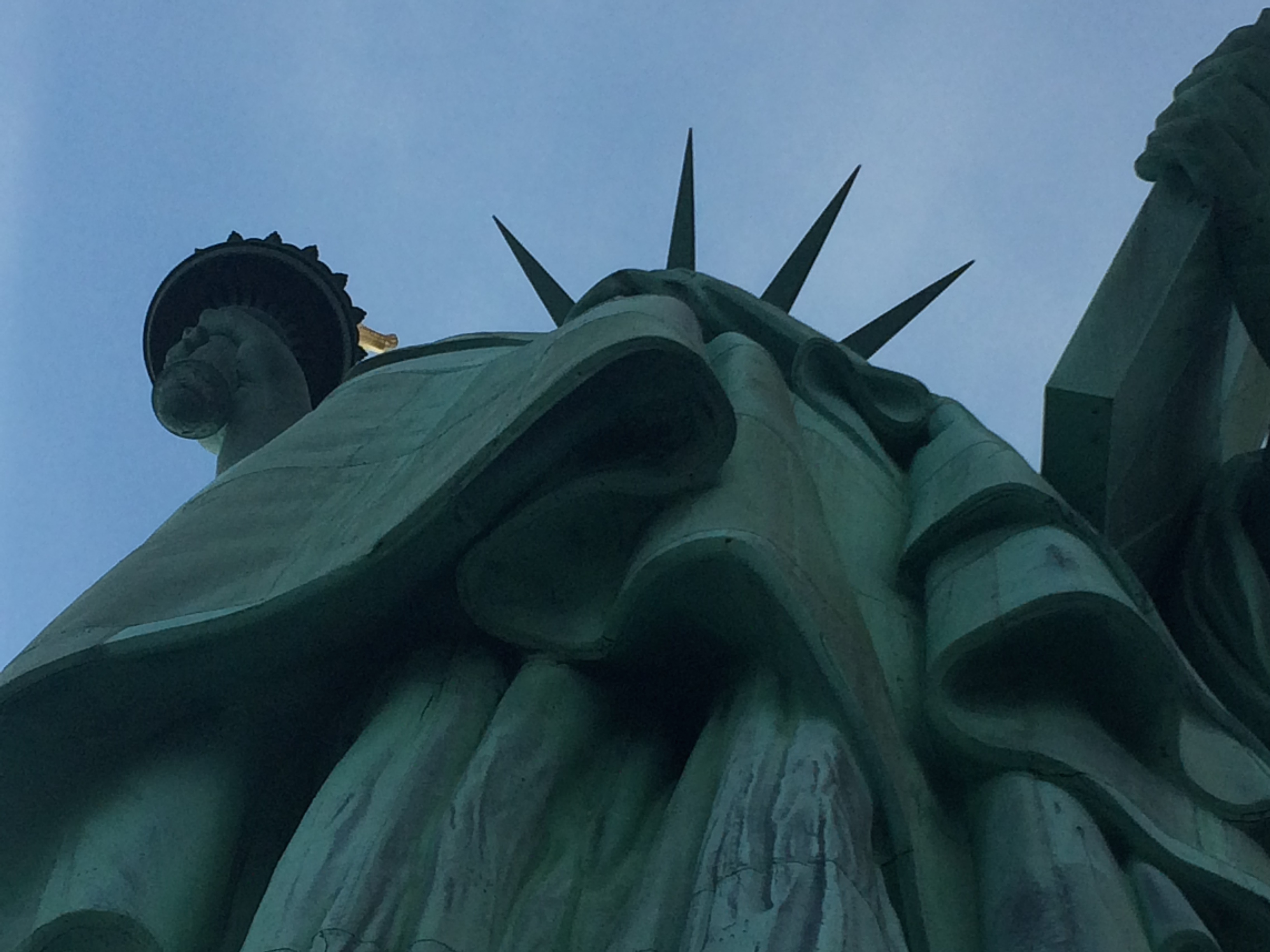
La Liberté éclairant le monde (în română, „Libertatea iluminând lumea”) - Prototipul Statuii Libertății din rada portului New York se află în Jardin du Luxembourg / Grădina Luxemburg, din Paris. Sculptură de Auguste Bartholdi
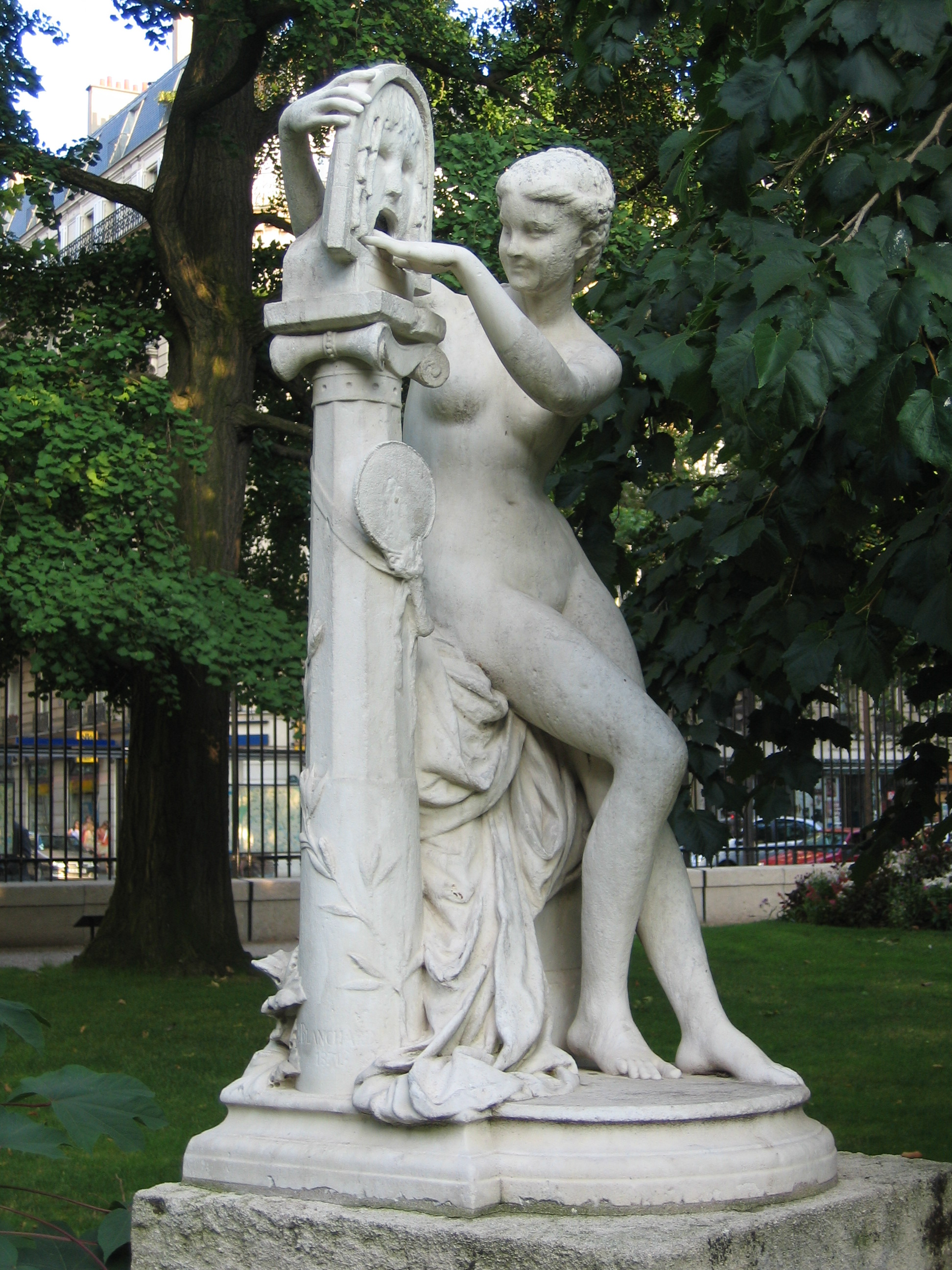
La Bocca della verità, de Jules Blanchard (1871)
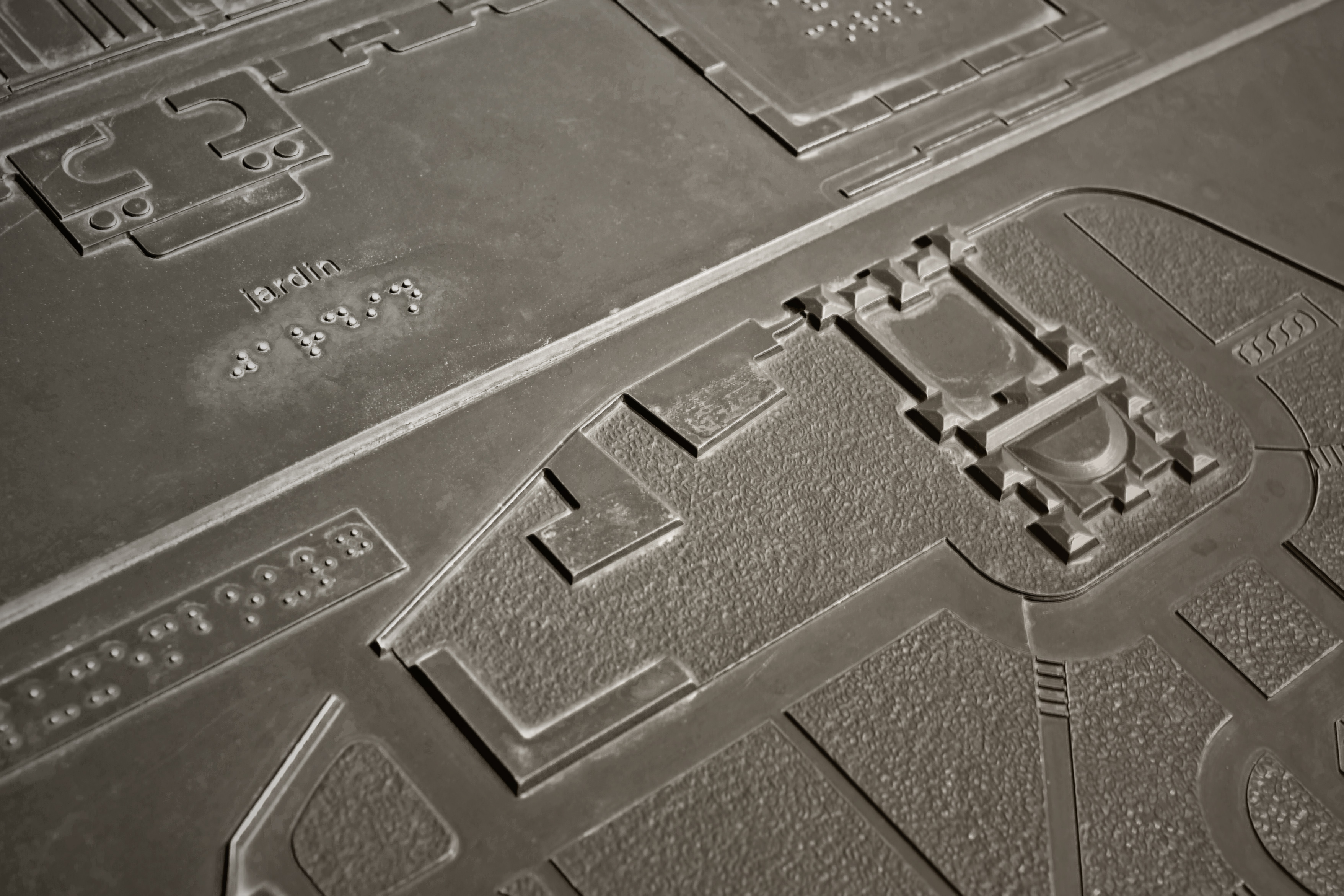
Planul du Grădinii Luxembourg, pentru nevăzători
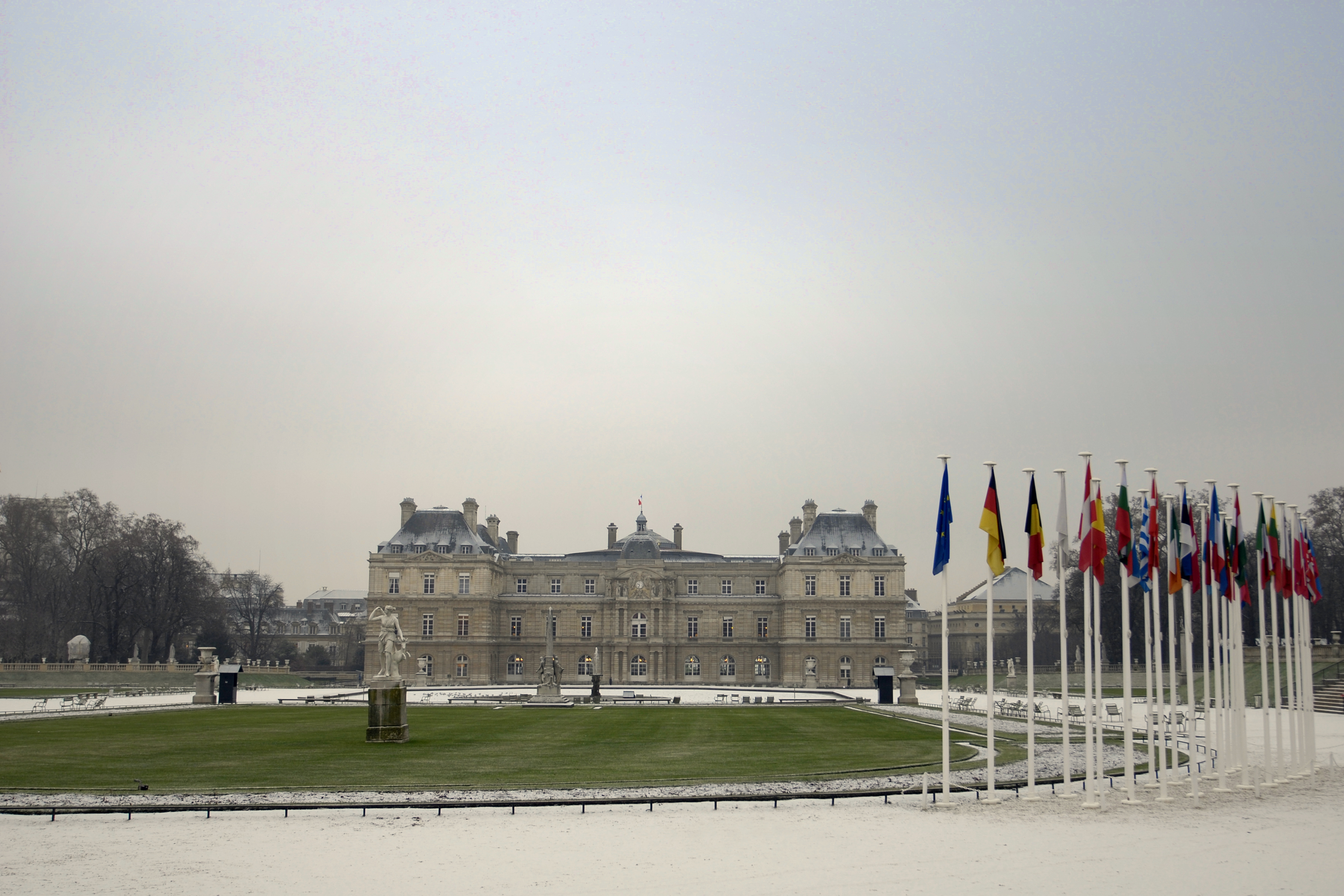
Palatul Luxembourg, în timpul iernii
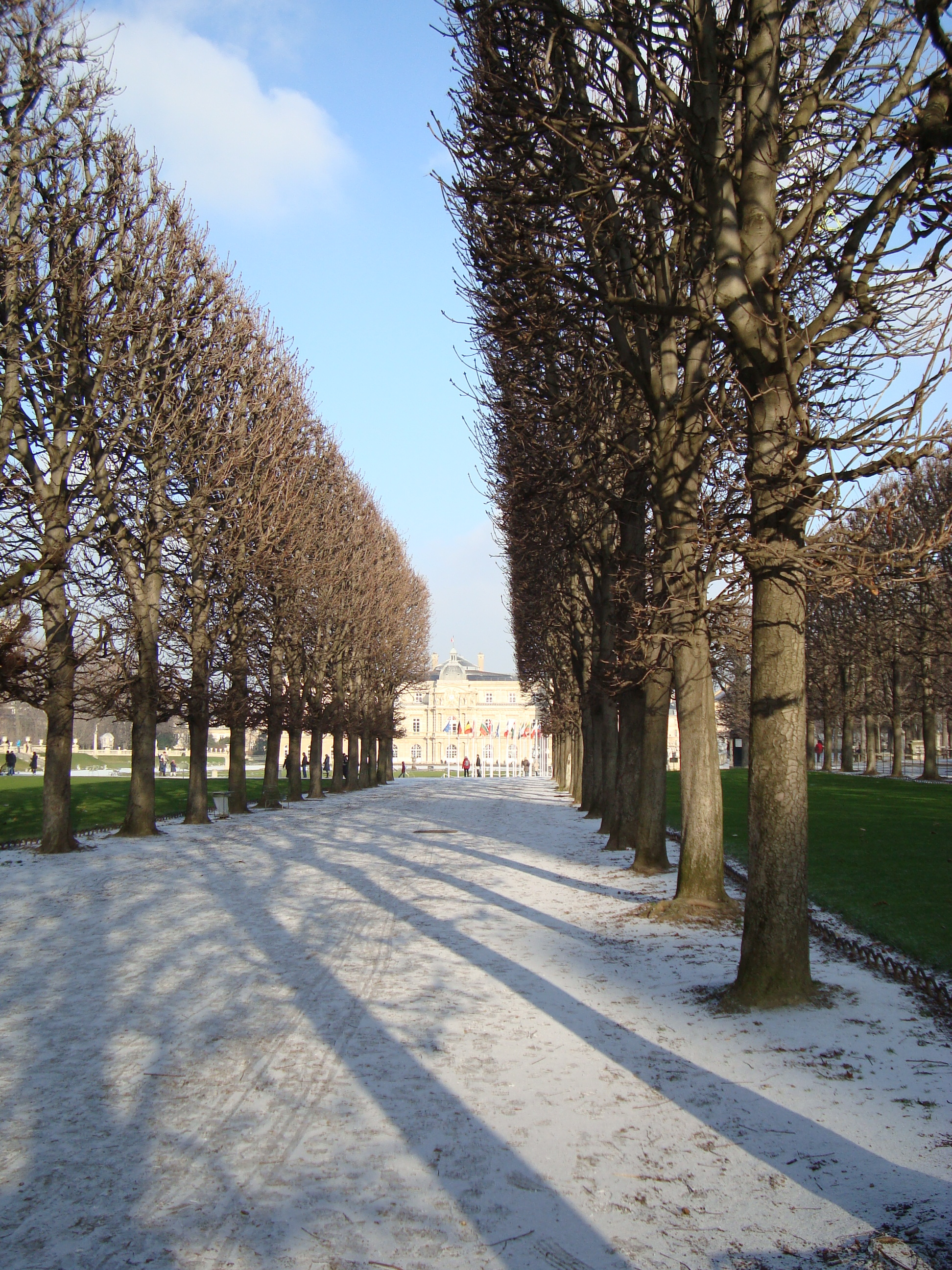
O alee în timpul iernii
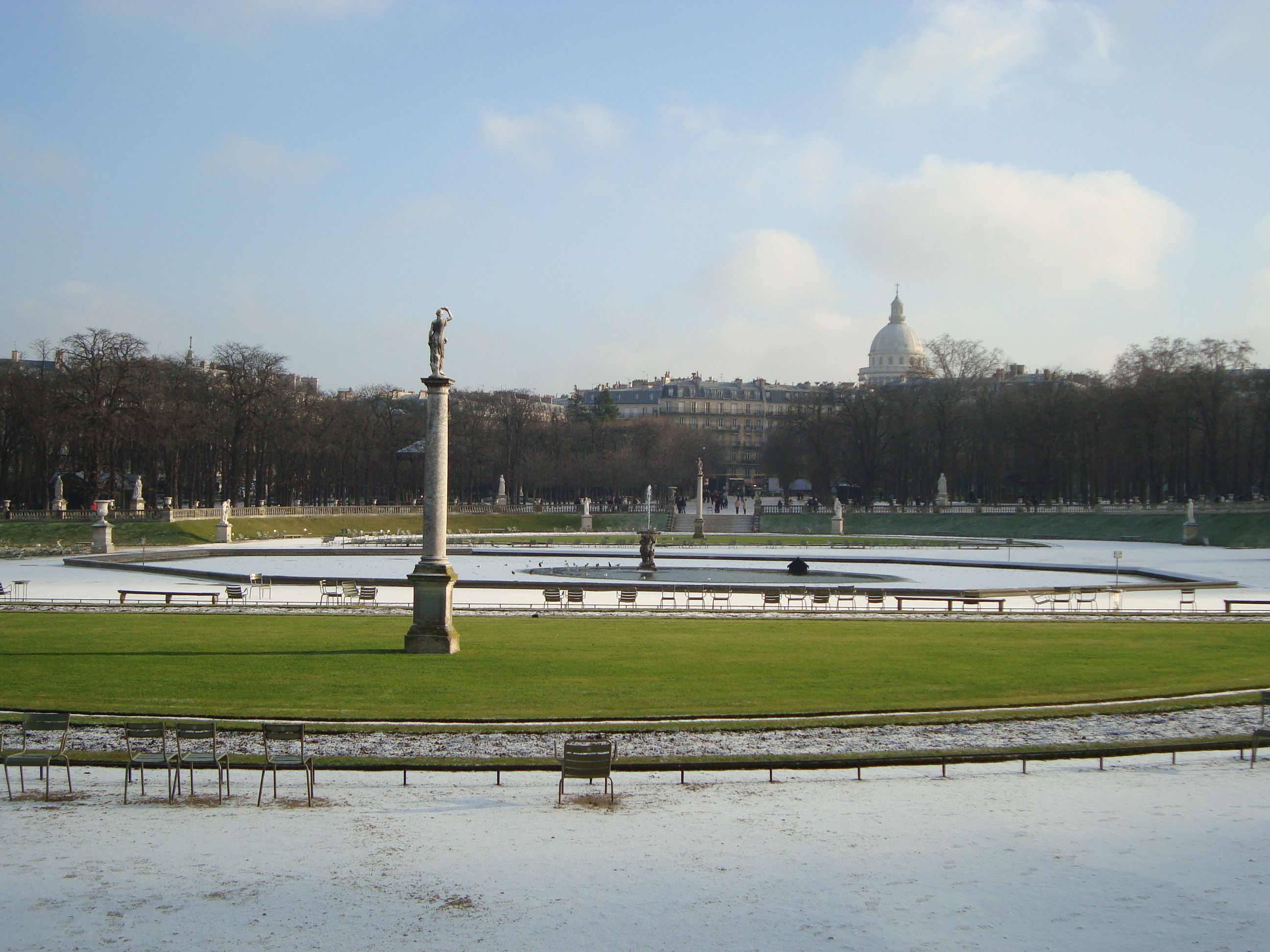
Bazinul în timpul iernii